# 青海川駅
青海川駅（おうみがわえき）は、新潟県柏崎市大字青海川にある、東日本旅客鉄道（JR東日本）信越本線の駅である。

## 概要
同じくJR東日本の駅である鶴見線の海芝浦駅・仙石線の陸前大塚駅などとともに、「日本一海に近いところにある駅」といわれる。プラットホームから見える、日本海に夕陽が沈む光景は、日本一美しいと謳われる。

### エピソード
TBS金曜ドラマ『高校教師』や『ストロベリー・オンザ・ショートケーキ』のロケーションにも使用されたのをはじめ、堀北真希出演のドキュメンタリー『その先の日本を見に。～少女と鉄道・一筆書きの夏～』（フジテレビ NONFIX 2004年（平成16年）7月9日放送）など、様々なジャンルの映像作品に登場している。
当駅の開設間もない1900年（明治33年）に制作された「鉄道唱歌」第4集北陸編でも、「みわたす空の青海川 おりては汐もあみつべし」と歌われた。
なお、当駅には、臨時快速列車「越乃Shu*Kura」（ゆざわShu*Kura・柳都Shu*Kuraを含む）が停車するため、オリジナルデザインの駅名標が設置されている。

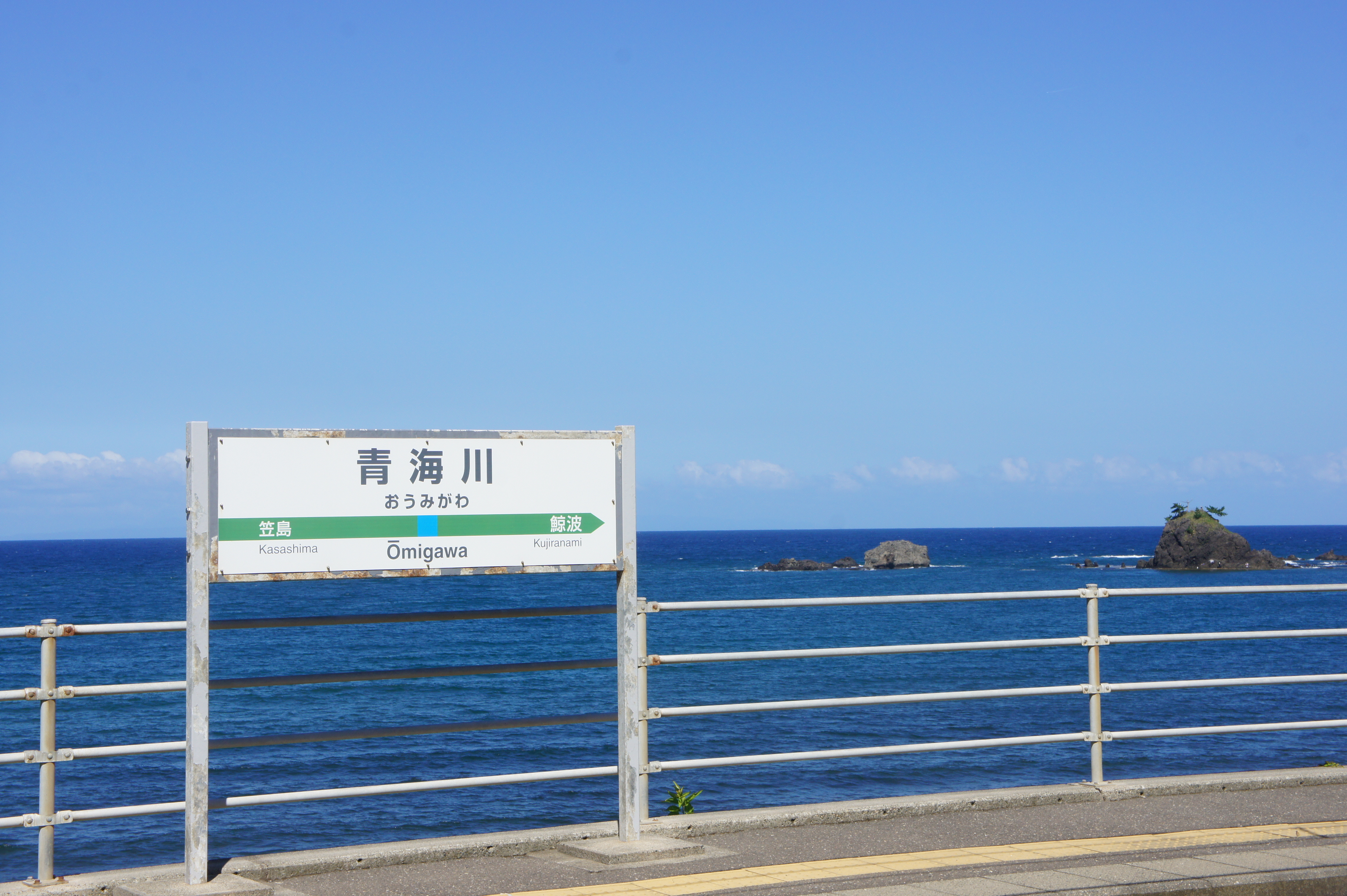
ホームから望む日本海
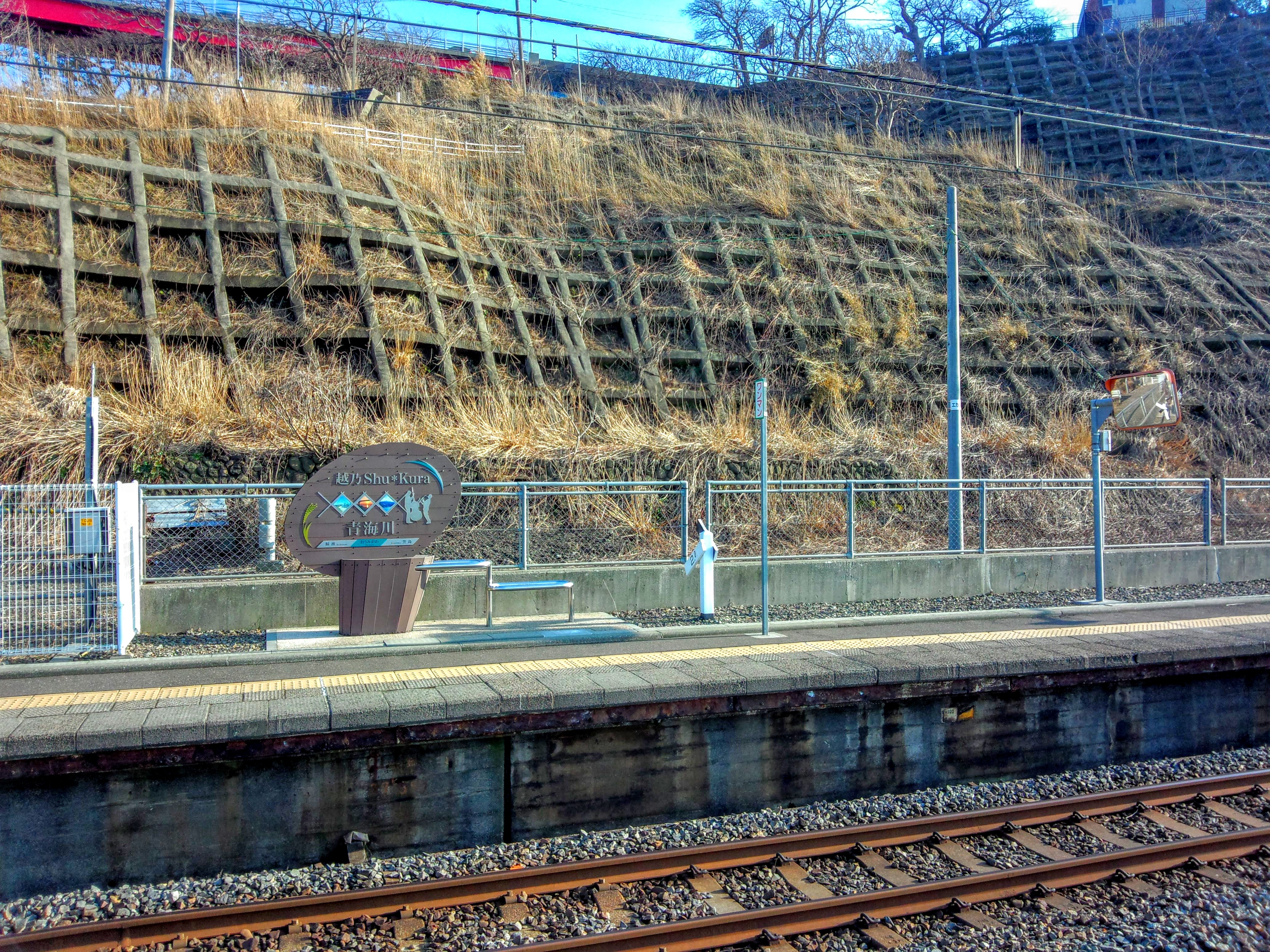
酒樽を模した越乃Shu＊Kuraの駅名標

## 歴史
- 1899年（明治32年）7月28日：北越鉄道の駅として開業[3][4]。
- 1907年（明治40年）8月1日：北越鉄道が国有化され、帝国鉄道庁（国有鉄道）の駅となる[4]。
- 1961年（昭和36年）10月1日：貨物の取り扱いを廃止[4]。
- 1971年（昭和46年）12月1日：荷物の扱いを廃止[7]。無人化[8]。
- 1987年（昭和62年）4月1日：国鉄分割民営化に伴い、東日本旅客鉄道（JR東日本）の駅となる[4]。
- 2007年（平成19年）7月16日：新潟県中越沖地震により、駅施設が損傷[1]。
- 2008年（平成20年）3月25日：新駅舎の供用を開始[9]。

## 駅構造
相対式ホーム2面2線をもつ地上駅である。両ホームは跨線橋で連絡している。
長岡駅管理の無人駅で、海岸段丘下に沿って設置されているため、ホームが狭い。下り線の2番線側が日本海に面している。

### のりば
| 番線 | 路線      | 方向 | 行先           |
| ---- | --------- | ---- | -------------- |
| 1    | ■信越本線 | 上り | 直江津方面     |
| 2    | ■信越本線 | 下り | 柏崎・長岡方面 |

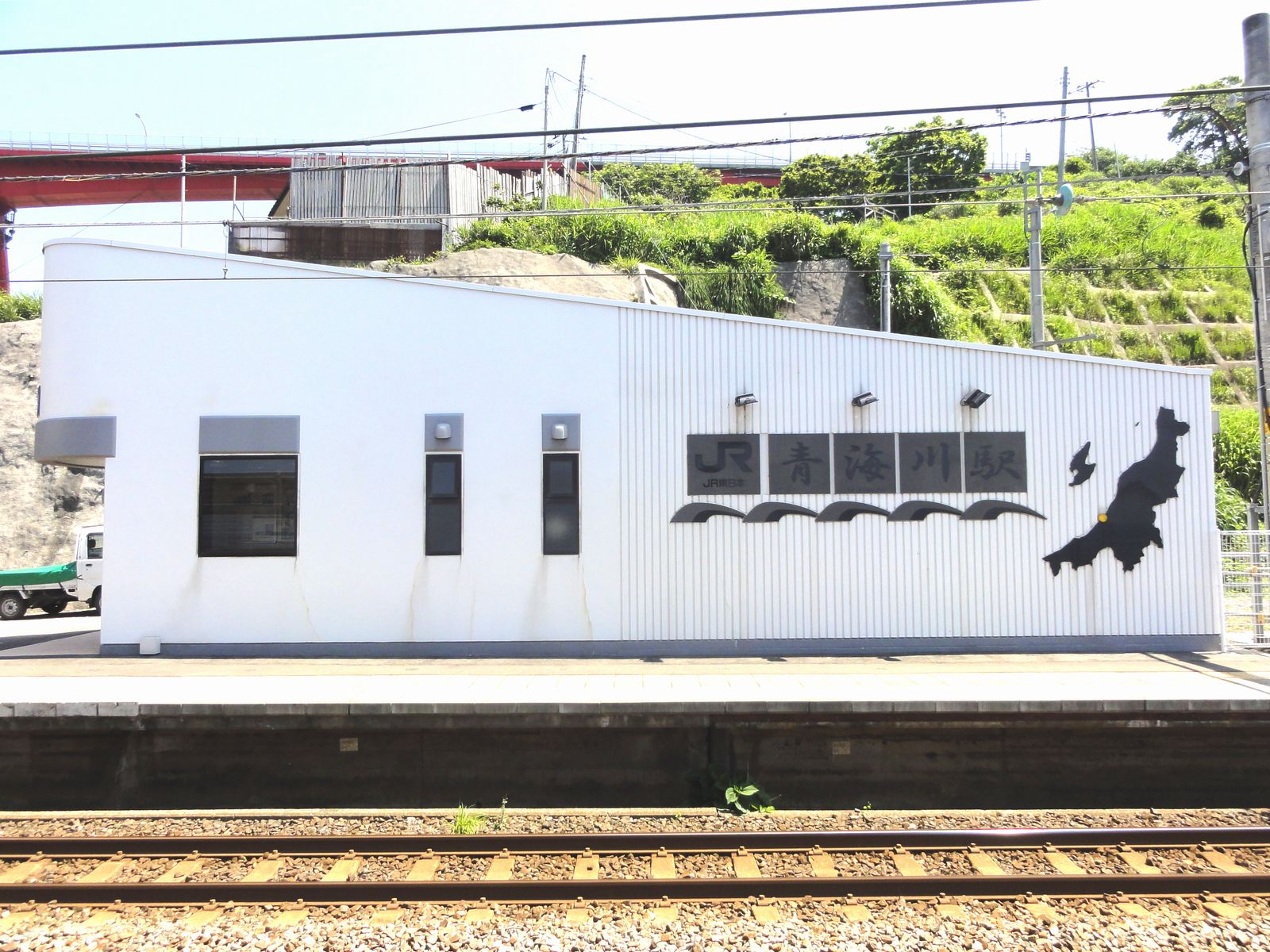
側面から
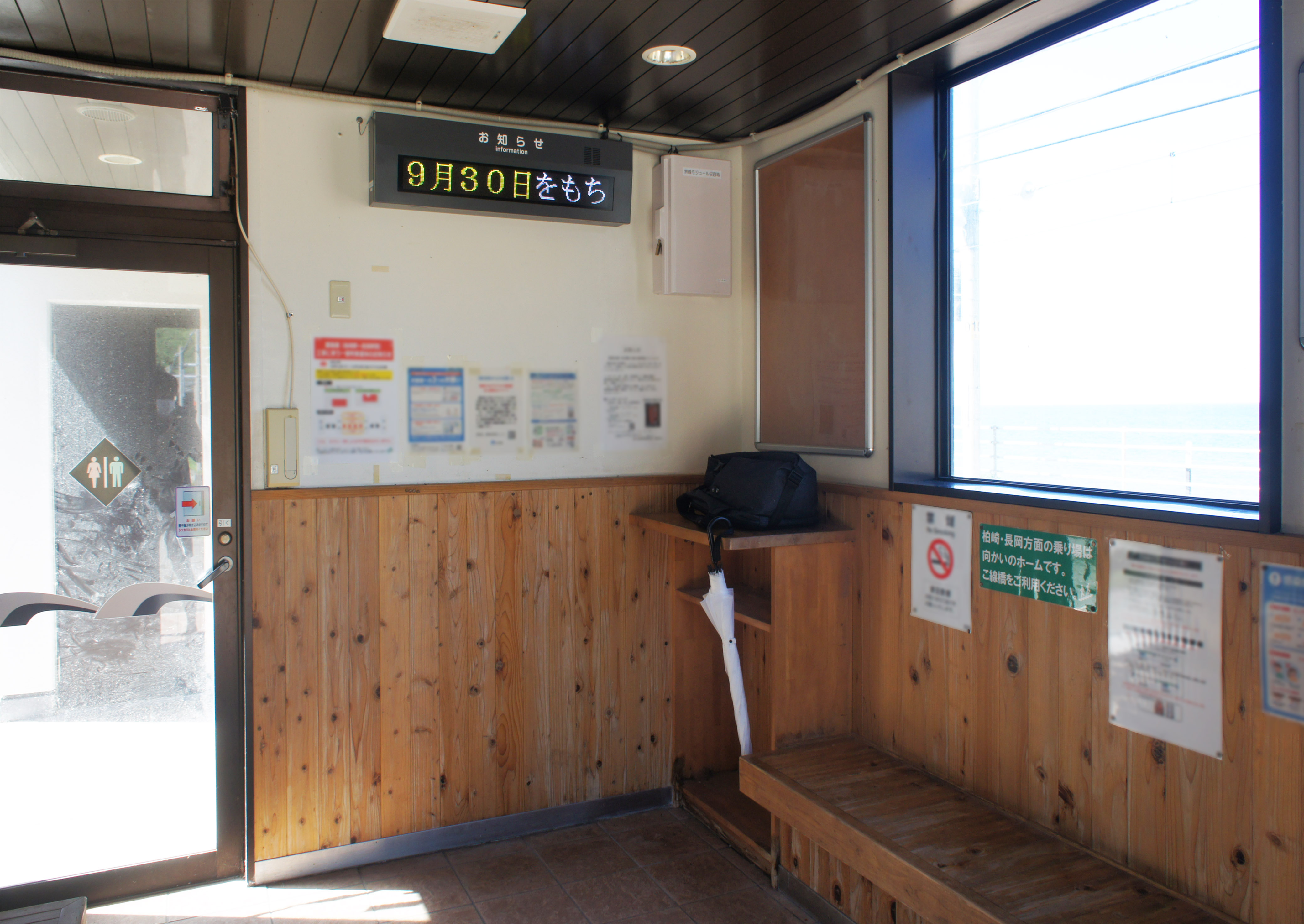
待合室
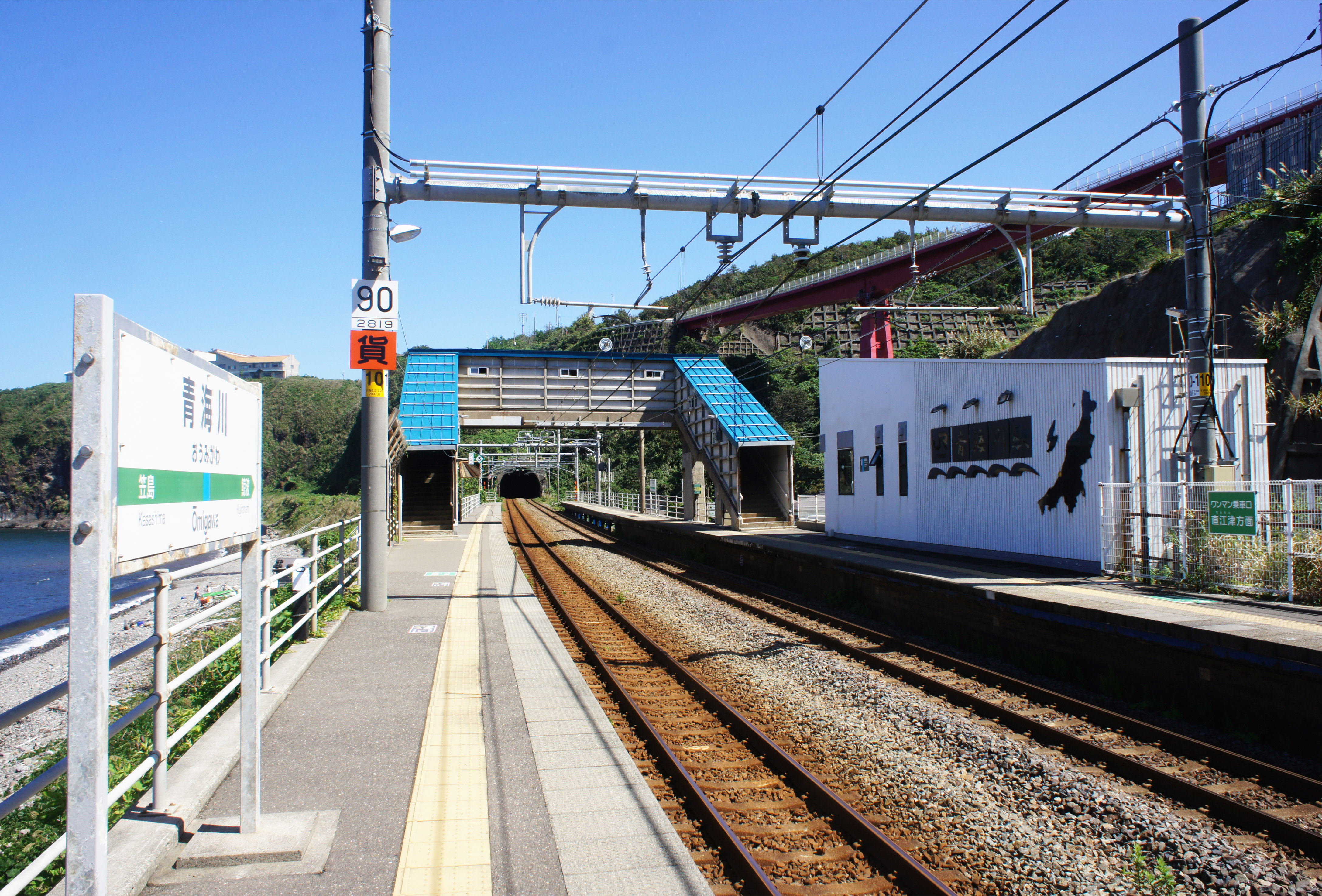
ホーム

旧駅舎時代
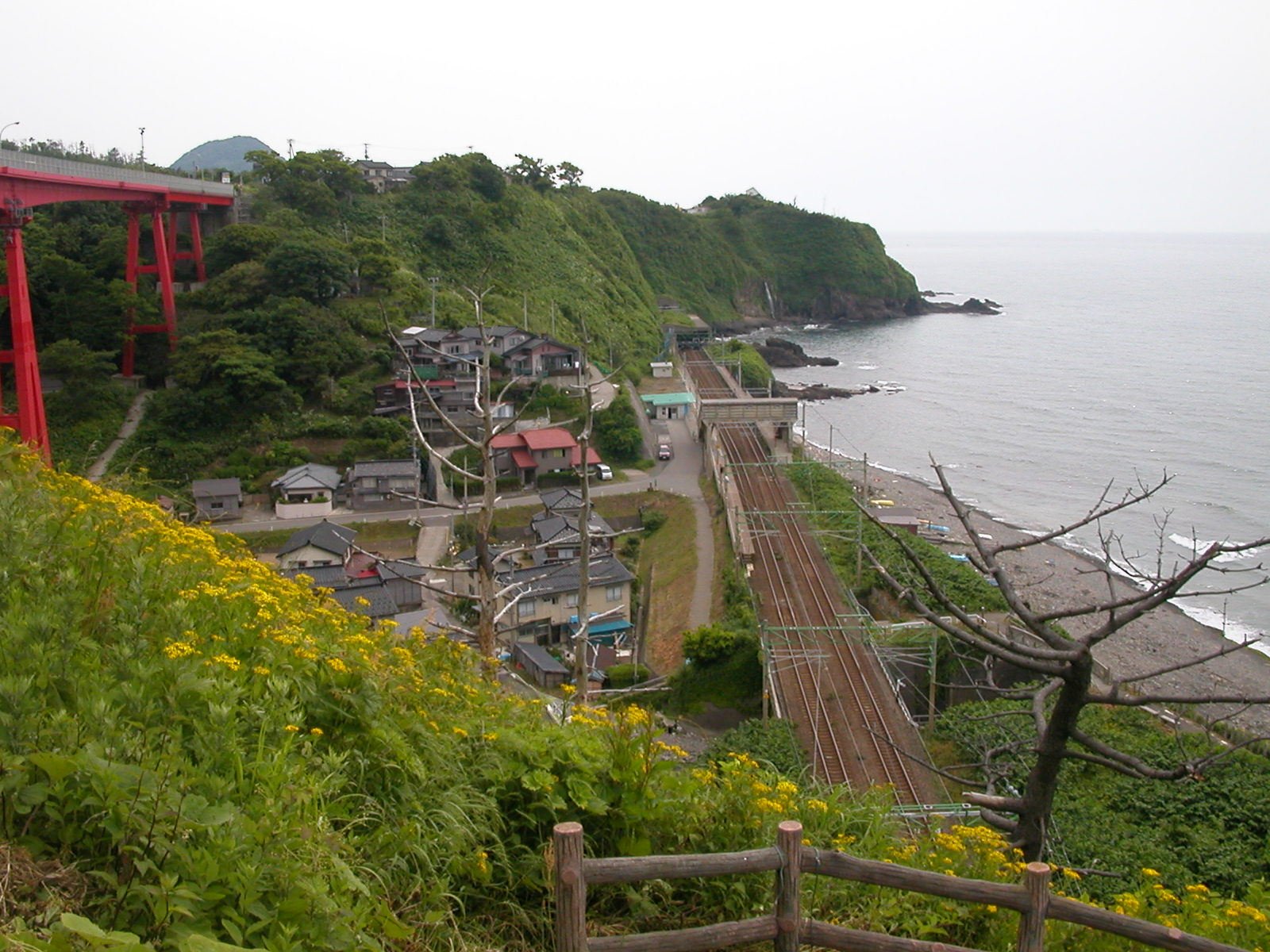
震災以前の風景
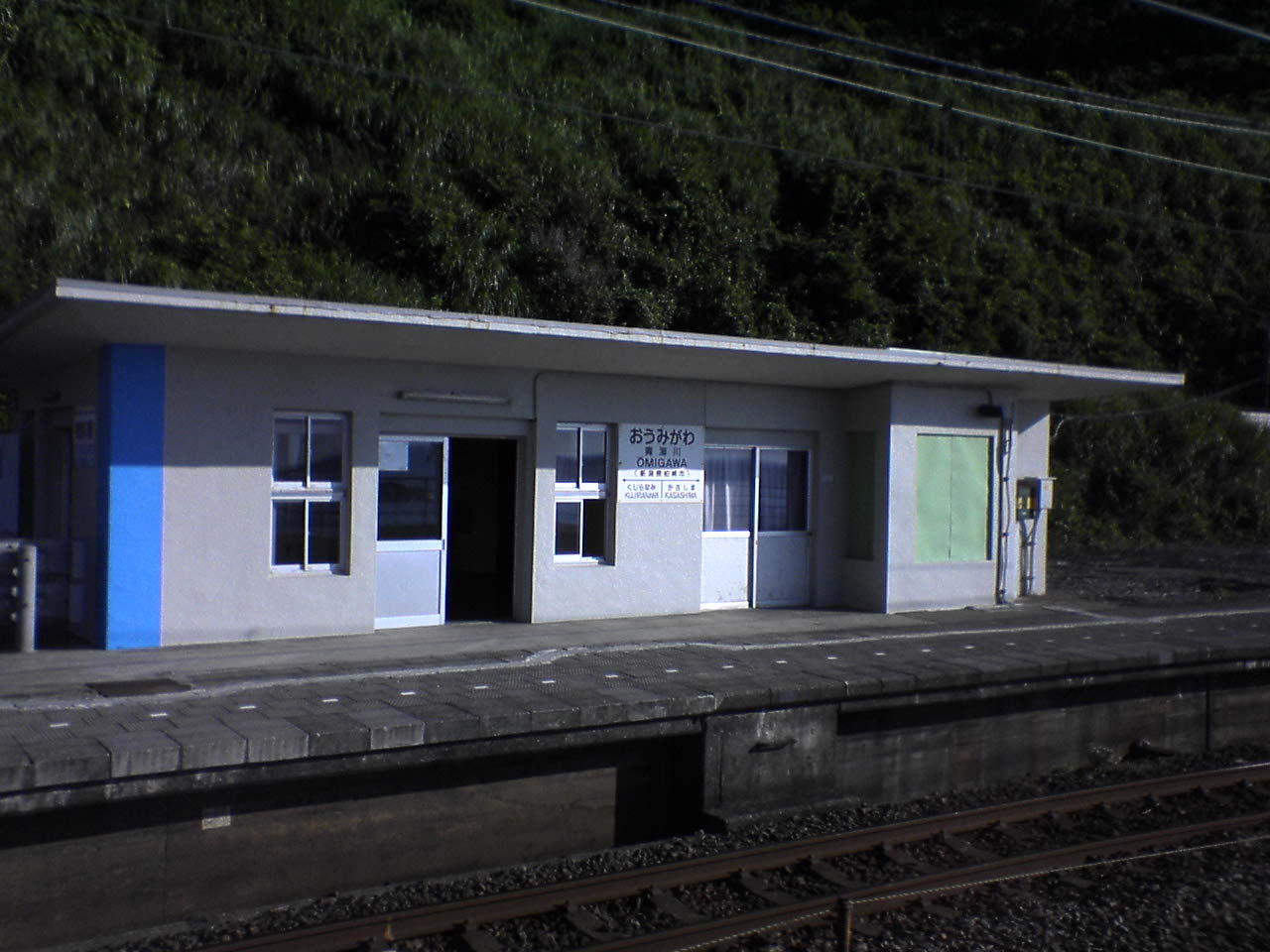
旧駅舎外観
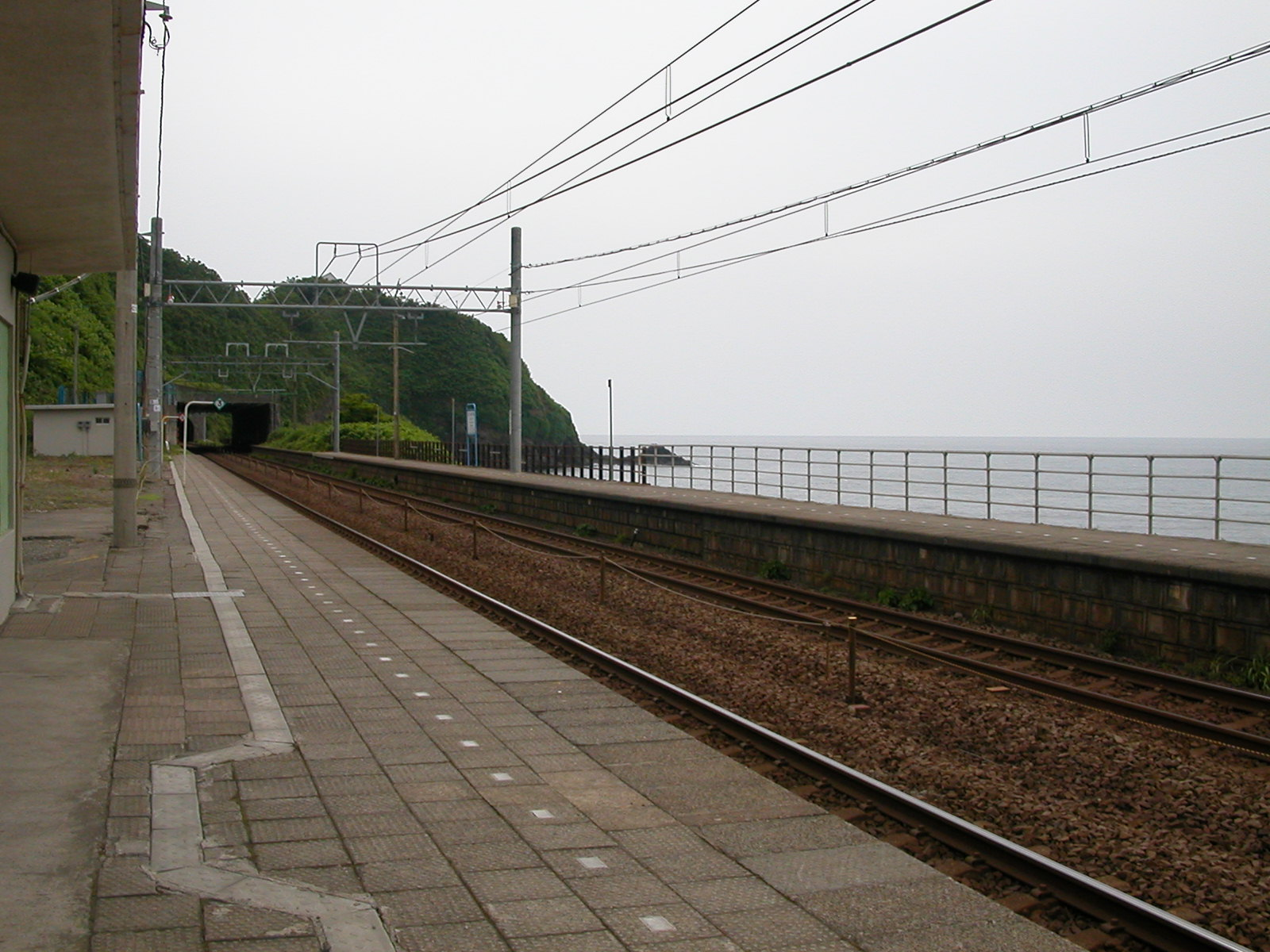
震災以前の駅ホーム
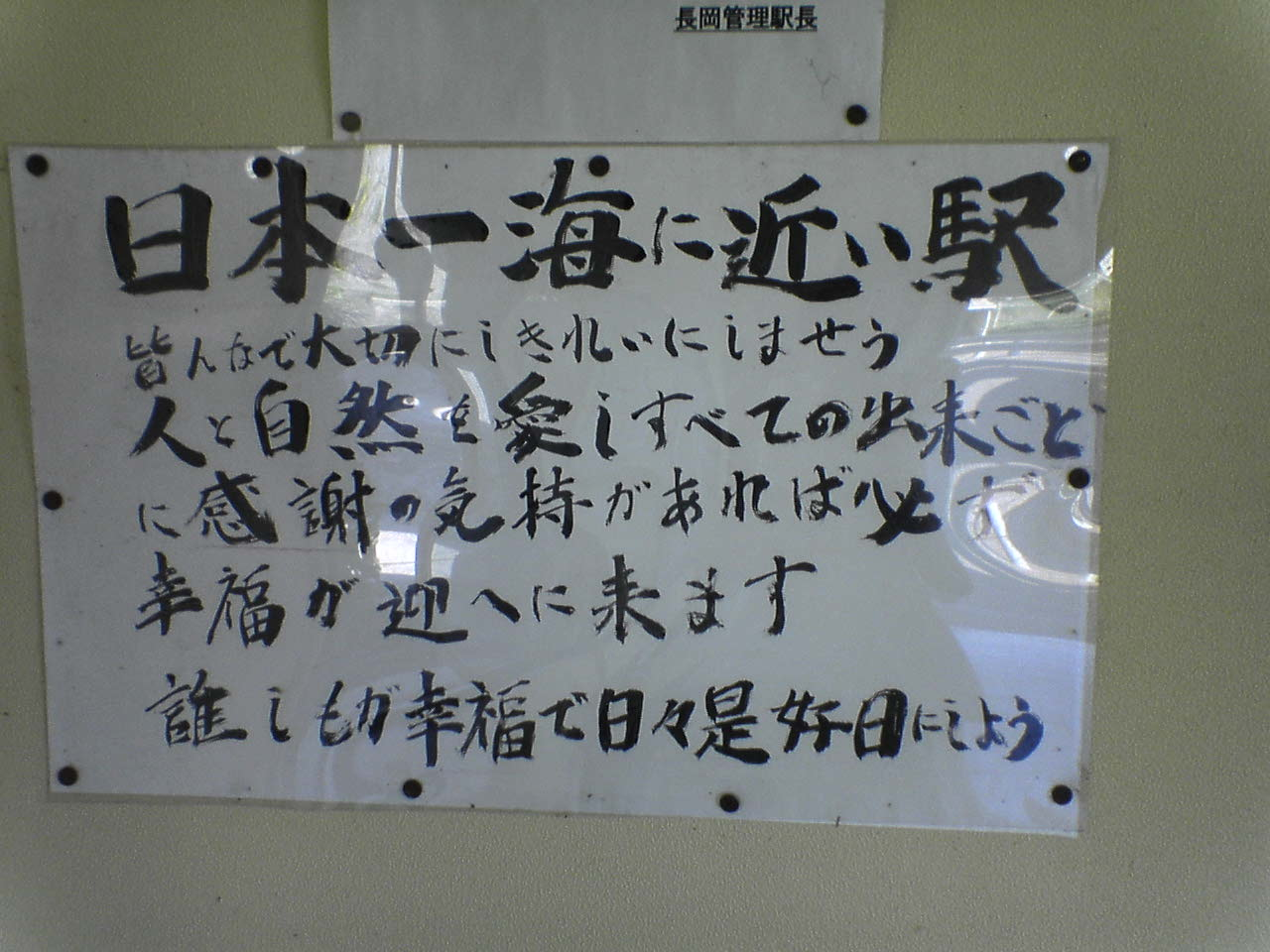
「日本一海に近い駅」表示
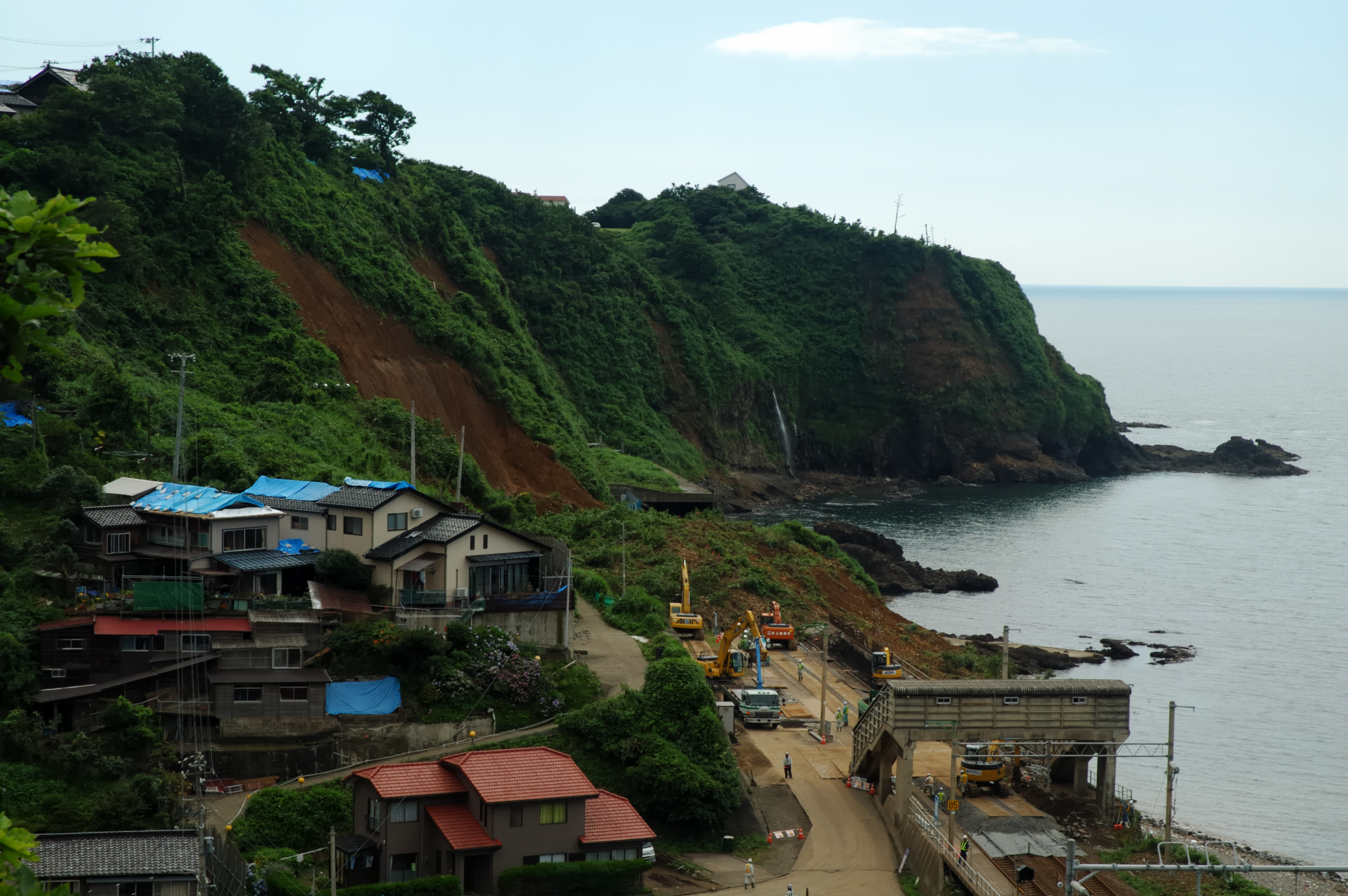
中越沖地震による土砂崩れ（写真は復旧作業中のもの）

## 地震による被災

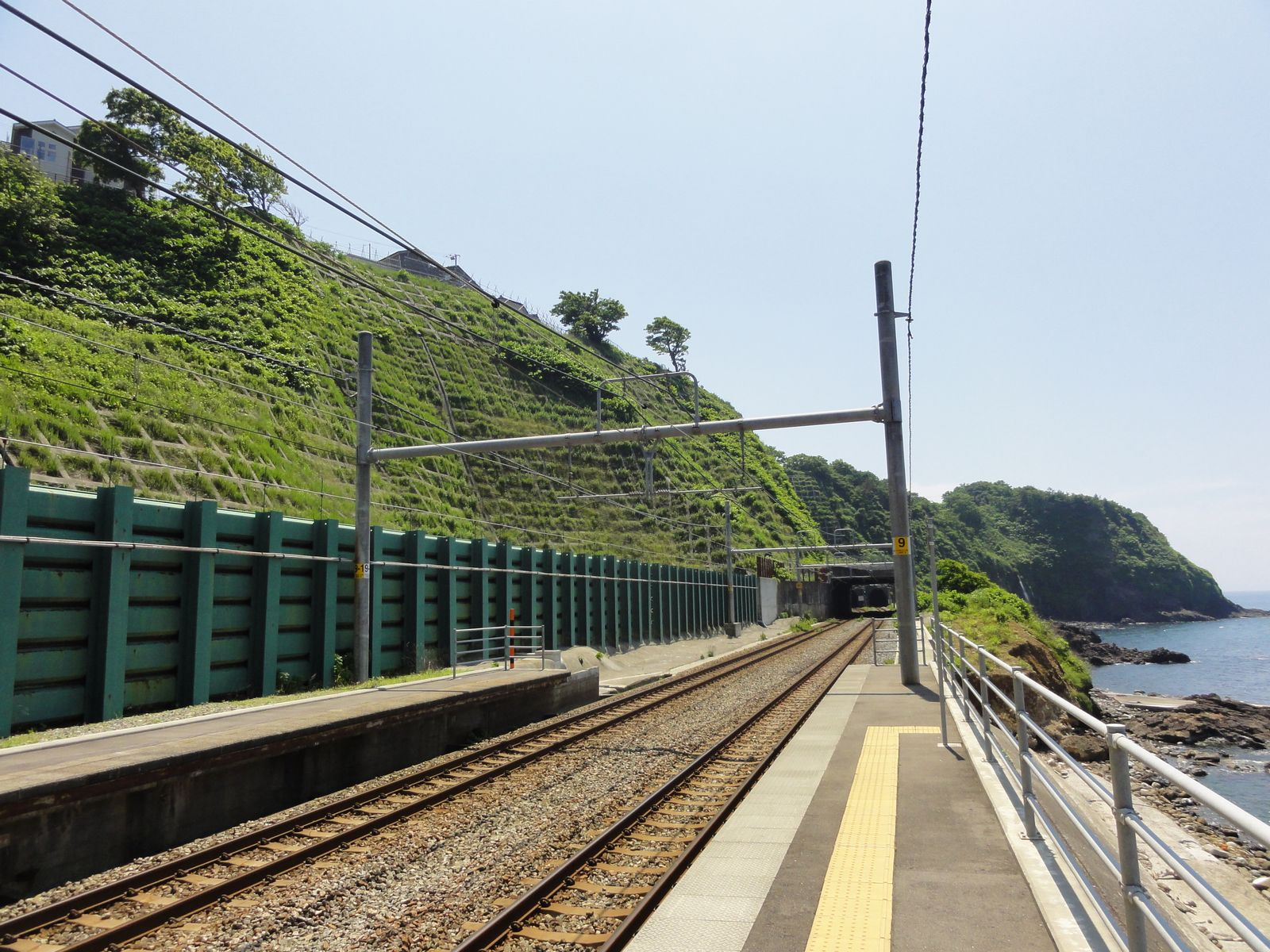
土砂崩れの復旧箇所

2007年（平成19年）7月16日10時13分に発生した新潟県中越沖地震で、当駅に隣接した崖および法面の大規模崩落が起こり、プラットホームの一部と線路、架線が土砂によって埋まる（または切断される）という被害を受けた。
この被災により、海側プラットホームの基礎が10数センチメートルずれ、外側に歪んでしまった。復旧工事においては駅舎（待合室）を撤去した上で、セメントサイロを建てるなど、かなり大きな規模となった。
復旧工事の完了に伴い、当駅を含む、最後まで不通となっていた柏崎 - 柿崎間の運行を9月13日より再開した。これにより中越沖地震による信越本線の不通区間はすべて解消された。
新潟県では当駅付近の崖崩れが起きた箇所について、鉄筋コンクリートで固めたり、線路脇に鉄柵を設置したりして線路への土砂侵入を防止するなど、新潟県中越沖地震を受け、災害防止のための工事を本格的に進めた結果、2008年（平成20年）3月にすべての工事が終了した。
2008年（平成20年）3月25日に新駅舎が落成し、供用を開始した。

## 駅周辺
周辺には遊歩道が整備されており、恋人岬をはじめとした観光スポットが多く存在する。
- 青海川海水浴場[2][5]
- 恋人岬
- 日本海フィッシャーマンズケープ
  - ザ・ホテルシーポート
- 米山大橋[2]
- 柏崎さけのふるさと公園
- 道の駅風の丘米山

## 隣の駅
東日本旅客鉄道（JR東日本）
■信越本線
■快速
通過
■普通
笠島駅 - 青海川駅 - 鯨波駅